# Ĥ

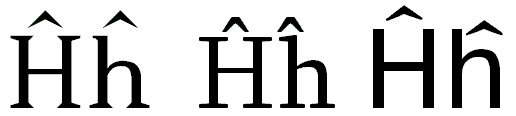
Accenten i ĥ placeras olika beroende på vilket typsnitt man använder.

Ĥ (gemenform: ĥ) är den latinska bokstaven H med en cirkumflex accent över. Ĥ används i esperanto där den uttalas [x] (som ch i Bach).